# Pierre Balmain
Pour les articles homonymes, voir Balmain (homonymie).
Pierre Balmain, né le 18 mai 1914 à Saint-Jean-de-Maurienne et mort le 29 juin 1982 à Neuilly-sur-Seine, est un grand couturier français qui créa sa propre maison de couture en 1945. Il la dirigea jusqu'à sa mort en 1982. Christophe Decarnin, notamment, lui a succédé.

## Biographie
Pierre Balmain est né le 18 mai 1914 à Saint-Jean-de-Maurienne, en Savoie. Son père Maurice Eugène Balmain servira lors de la Première Guerre mondiale (1914-1918), il décèdera à la suite de blessures de guerre le 2 juillet 1921 à Lyon. Sa mère Françoise Ballinari, tient avec ses sœurs un magasin appelé “Les Galeries Parisiennes”, ce qui va inspirer très tôt Pierre Balmain à en faire son métier,.Son grand-père Alexandre, originaire de Saint-Sorlin-d'Arves, était colporteur.
À 11 ans, il quitte la Maurienne pour aller faire ses études à Chambéry, puis plus tard à Paris pour faire des études d'architecture, comme le souhaite sa mère.
Pierre Balmain participe à la Seconde Guerre mondiale : il est mobilisé entre 1939 et 1941. Libéré, il entre chez Lucien Lelong où il rencontre Christian Dior. Il crée à cette époque une petite robe de crêpe, appelée « Petit Profit », dont Lucien Lelong ne souhaitait pas la création mais qui malgré cela connut un succès certain puisqu'il en sera proposé 300 exemplaires. Pierre Balmain ouvre en 1945, avec l'appui de sa mère et d'anciennes ouvrières de Balenciaga, sa propre maison de couture. Il présente à cette époque sa première collection : les robes et les tailleurs épousent à la perfection les formes du corps. Les tons qu'il utilise dans ses créations sont particulièrement sombres et sobres, c'est un peu sa marque de fabrique.
Immédiatement ses œuvres rencontrent un grand succès. Il crée le fourreau noir que porte Juliette Gréco sur scène. Il voyage beaucoup et incarne à cette époque l'élégance française. En 1946, à la suite de sa première collection, il lance un parfum baptisé « ELYsées 64-83 », puis un deuxième en 1947, « Vent Vert », et un dernier en 1949, « Jolie Madame » (parfumeuse Germaine Cellier). Il donne le nom de ce dernier parfum à sa collection automne-hiver 1952-1953. Il publie son autobiographie en 1964, Mes années et des saisons.
C'est lui qui crée les uniformes des hôtesses de la Sécurité sociale en 1964, puis des Jeux olympiques de Grenoble avec Sylvie Vartan en 1968 et de la première femme préfet en 1974. Il confectionne également des uniformes pour différentes compagnies aériennes étrangères comme le Koweït, Singapour ou la Thaïlande.
Ses cendres ont été dispersés par son collaborateur Erik Mortensen dans la combe de la Balme à Saint-Sorlin-d'Arves, en Maurienne,.

## Costumier pour la scène
Pierre Balmain a signé les costumes de nombreuses pièces de théâtre :
- 1949 : Le Petit Café de Tristan Bernard, mise en scène Yves Mirande, Théâtre Antoine
- 1950 : Le Voyage d'Henry Bataille, mise en scène de l'auteur, Théâtre des Ambassadeurs
- 1950 : Fric-Frac d'Édouard Bourdet, mise en scène Simone Berriau, Théâtre Antoine
- 1950 : Henri IV de Luigi Pirandello, mise en scène André Barsacq, Théâtre de l'Atelier
- 1951 : Mort d'un rat de Jan de Hartog, mise en scène Jean Mercure, Théâtre Gramont
- 1952 : Les Compagnons de la marjolaine de Marcel Achard, mise en scène Yves Robert, Théâtre Antoine
- 1954 : La Chanson du mal-aimé, oratorio de Léo Ferré, réalisation scénique Madeleine Ferré, Opéra de Monte-Carlo
- 1955 : Ce diable d'ange de Pierre Destailles et Charles Michel, mise en scène Georges Vitaly, Comédie-Wagram
- 1956 : Le Séducteur de Diego Fabbri, mise en scène François Périer, Théâtre de la Michodière
- 1963 : C'est ça qui m'flanqu'le cafard (Le Placard) d'Arthur L. Kopit, mise en scène Jean Le Poulain, Théâtre des Bouffes-Parisiens
- 1968 : La Facture de Françoise Dorin, mise en scène Jacques Charon, Théâtre du Palais-Royal
- 1969 : Le monde est ce qu'il est d'Alberto Moravia, mise en scène Pierre Franck, Théâtre des Célestins, Théâtre de l'Œuvre
- 1970 : Les Bonshommes de Françoise Dorin, mise en scène Jacques Charon, avec Michel Serrault, Théâtre du Palais-Royal
- 1981 : Mademoiselle de Jacques Deval, mise en scène Jean Meyer, Théâtre des Célestins, Théâtre de la Michodière
- 1986 : La Maison du lac d'Ernest Thompson, mise en scène Raymond Gérôme, Théâtre Montparnasse

## Costumier pour le cinéma
Pierre Balmain a signé, pour le cinéma, les robes d'actrices dont : dans le film "monseigneur" en 1949 avec Fernand Ledoux et Bernard Blier .
- Michèle Morgan dans Le Château de verre (1950)
- Simone Signoret dans Ombre et Lumière (1951)
- Edwige Feuillère dans Le Cap de l'Espérance (1951), Adorables Créatures (1952), En cas de malheur (1958)
- Danielle Darrieux dans Adorables Créatures (1952), La Vérité sur Bébé Donge (1952), Bonnes à tuer (1954)
- Martine Carol dans Adorables Créatures (1952), Les Carnets du Major Thompson (1955)
- Micheline Presle dans L'Amour d'une femme (1953), La mariée est trop belle (1956)
- Lana Turner dans Voyage au-delà des vivants (1955)
- Vivien Leigh dans L'Autre Homme (1955)
- Brigitte Bardot dans La mariée est trop belle (1956), En cas de malheur (1958)
- Mylène Demongeot dans Cette nuit-là (1958)
- Rita Hayworth dans L'Enfer des tropiques (1957), Les Joyeux Voleurs (1961)
- Sophia Loren dans Les Dessous de la millionnaire (1960)
- Jennifer Jones et Joan Fontaine dans Tendre est la nuit (1962)
- Cyd Charisse dans Quinze jours ailleurs (1962)
- Jane Fonda dans Dans la douceur du jour (1963), Les Félins (1964)
- Annie Girardot dans Un homme qui me plaît (1969)
- Ava Gardner dans Tam Lin (1970)

## Vie privée
Pierre Balmain était ouvertement homosexuel.

## Notes et références

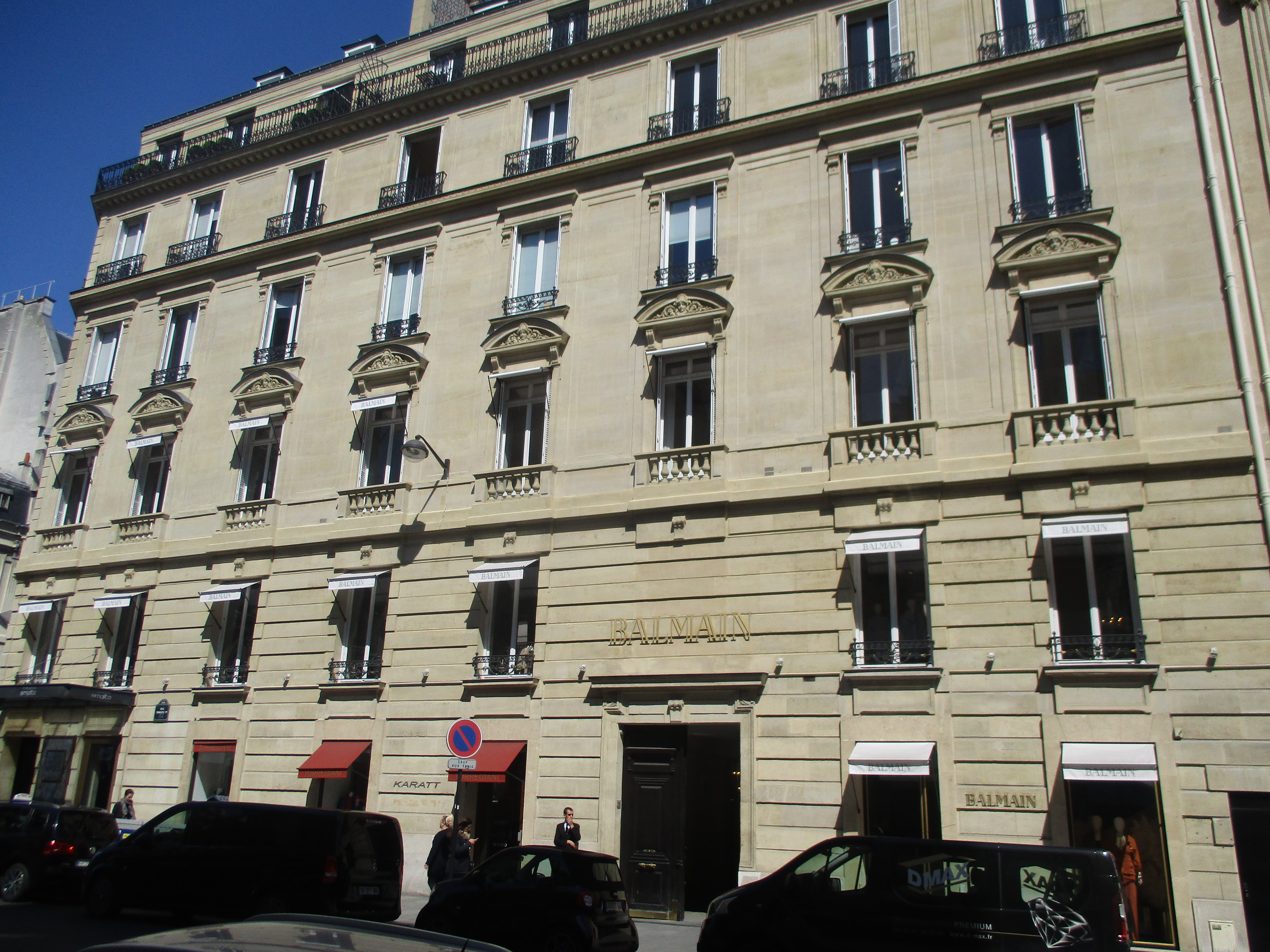
Maison Balmain à Paris, 44 rue François-Ier.